# آلفرد آینهورن
آلفرد آینهورن (آلمانی: Alfred Einhorn؛ ۲۷ فوریهٔ ۱۸۵۶ – ۲۱ مارس ۱۹۱۷) یک شیمی‌دان اهل آلمان بود.